# Яннеке Схопман
Яннеке Схопман (нід. Janneke Schopman, 26 квітня 1977) — нідерландська хокеїстка на траві.
Олімпійська чемпіонка 2008 року, срібна призерка 2004 року.
Чемпіонка Європи 2005 року, срібна призерка 2007 року.
Переможниця Трофею чемпіонів 2004, 2005, 2007 років, срібна призерка 2001 року, бронзова призерка 2002, 2003, 2006 років.
Чемпіонка світу з хокею на траві серед жінок 2006 року, срібна призерка 2002, 2010 років.